# 渌水江
渌水江，位于中国广西壮族自治区西部，是右江右岸支流，发源于大新县龙门乡西掌村，东北流经昌明乡营旺村、福隆乡明良村潜入地下，于隆安县屏山乡刘家村百唵附近出露地表，东南流至那板右纳万岭河后转东北流，于乔建镇龙床村汇入右江。干流长84千米，流域面积2080平方千米。流域内地下河众多，两岸高山耸立，河谷地形多变。